# Cantone di Briec
Il Cantone di Briec è una divisione amministrativa dell'arrondissement di Châteaulin e dell'arrondissement di Quimper.
A seguito della riforma approvata con decreto del 13 febbraio 2014, che ha avuto attuazione dopo le elezioni dipartimentali del 2015, è passato da 5 a 18 comuni.

## Composizione
I 5 comuni facenti parte prima della riforma del 2014 erano:
- Briec-de-l'Odet
- Edern
- Landrévarzec
- Landudal
- Langolen

Dal 2015 i comuni appartenenti al cantone sono i seguenti 18:
- Briec
- Châteauneuf-du-Faou
- Le Cloître-Pleyben
- Coray
- Edern
- Gouézec
- Landrévarzec
- Landudal
- Langolen
- Lannédern
- Laz
- Lennon
- Leuhan
- Lothey
- Pleyben
- Saint-Goazec
- Saint-Thois
- Trégourez